# Pål Alexander Kirkevold
Pål Alexander Kirkevold (Re, 1990. november 10. –) norvég válogatott labdarúgó, a HamKam csatárja.

## Pályafutása

### Klubcsapatokban
Kirkevold a norvégiai Re községben született. Az ifjúsági pályafutását a Ramnes és az Ivrig csapatában kezdte, majd a Molde akadémiájánál folytatta.
2010-ben mutatkozott be a HamKam másodosztályban szereplő felnőtt keretében. 2012-ben a Mjøndalen, majd 2014-ben a Sandefjord szerződtette. A 2014-es szezonban 29 mérkőzésen elért 19 góljával megszerezte a norvég másodosztály gólkirályi címét, illetve a csapattal együtt feljutott az első osztályba is. 2015 nyarán a dán első osztályban érdekelt Hobrohoz igazolt. A 2016-os szezonban a Sarpsborg 08 csapatát erősítette kölcsönben. 2021-ben a Stabækhez csatlakozott. 2022. január 31-én kétéves szerződést kötött a HamKam együttesével. Először a 2022. április 2-ai, Lillestrøm ellen 2–2-es döntetlennel zárult mérkőzésen lépett pályára. Első gólját 2022. április 10-én, a Tromsø ellen idegenben 2–1-es vereséggel zárult találkozón szerezte meg.

### A válogatottban
Kirkevold 2017-ben debütált a norvég válogatottban. Először a 2017. november 11-ei, Észak-Macedónia ellen 2–0-ra elvesztett barátságos mérkőzés félidejében, Alexander Sørlothot váltva lépett pályára.

## Statisztikák
2023. augusztus 6. szerint
| Klub                      | Szezon   | Osztály             | Bajnokság | Bajnokság | Kupa  | Kupa | Nemzetközi | Nemzetközi | Összesen | Összesen |
| Klub                      | Szezon   | Osztály             | Meccs     | Gól       | Meccs | Gól  | Meccs      | Gól        | Meccs    | Gól      |
| ------------------------- | -------- | ------------------- | --------- | --------- | ----- | ---- | ---------- | ---------- | -------- | -------- |
| HamKam                    | 2011     | Adeccoligaen        | 26        | 8         | 0     | 0    | —          | —          | 26       | 8        |
| Mjøndalen                 | 2012     | Adeccoligaen        | 28        | 7         | 1     | 1    | —          | —          | 29       | 8        |
| Mjøndalen                 | 2013     | Adeccoligaen        | 27        | 14        | 2     | 3    | —          | —          | 29       | 17       |
| Mjøndalen                 | Összesen | Összesen            | 55        | 21        | 3     | 4    | 0          | 0          | 58       | 25       |
| Sandefjord                | 2014     | 1. divisjon         | 29        | 19        | 0     | 0    | —          | —          | 29       | 19       |
| Sandefjord                | 2015     | Tippeligaen         | 21        | 8         | 3     | 2    | —          | —          | 24       | 10       |
| Sandefjord                | Összesen | Összesen            | 50        | 27        | 3     | 2    | 0          | 0          | 53       | 29       |
| Hobro                     | 2015–16  | Danish Superliga    | 15        | 2         | 0     | 0    | —          | —          | 15       | 2        |
| Hobro                     | 2016–17  | Danish 1st Division | 7         | 9         | 0     | 0    | —          | —          | 7        | 9        |
| Hobro                     | 2017–18  | Danish Superliga    | 32        | 22        | 1     | 0    | —          | —          | 33       | 22       |
| Hobro                     | 2018–19  | Danish Superliga    | 23        | 7         | 1     | 1    | —          | —          | 24       | 8        |
| Hobro                     | 2019–20  | Danish Superliga    | 33        | 6         | 0     | 0    | —          | —          | 33       | 6        |
| Hobro                     | 2020–21  | Danish 1st Division | 11        | 1         | 0     | 0    | —          | —          | 11       | 1        |
| Hobro                     | 2021–22  | Danish 1st Division | 1         | 0         | 0     | 0    | —          | —          | 1        | 0        |
| Hobro                     | Összesen | Összesen            | 122       | 47        | 2     | 1    | 0          | 0          | 124      | 48       |
| Sarpsborg 08 (kölcsönben) | 2016     | Tippeligaen         | 28        | 6         | 3     | 2    | —          | —          | 31       | 8        |
| Stabæk                    | 2021     | Eliteserien         | 14        | 1         | 1     | 0    | —          | —          | 15       | 1        |
| HamKam                    | 2022     | Eliteserien         | 27        | 4         | 1     | 0    | —          | —          | 28       | 4        |
| HamKam                    | 2023     | Eliteserien         | 16        | 4         | 2     | 1    | —          | —          | 18       | 5        |
| HamKam                    | Összesen | Összesen            | 43        | 8         | 3     | 1    | 0          | 0          | 46       | 9        |
| Összesen                  | Összesen | Összesen            | 338       | 118       | 15    | 10   | 0          | 0          | 353      | 128      |

### A válogatottban
| Válogatott | Év       | Pályára lépés | Gól |
| ---------- | -------- | ------------- | --- |
| Norvégia   | 2017     | 1             | 0   |
| Összesen   | Összesen | 1             | 0   |

## Sikerei, díjai
Sandefjord
- OBOS-ligaen
  - Feljutó (1): 2014

Hobro
- Danish 1st Division
  - Feljutó (1): 2016–17

Egyéni
- A norvég másodosztály gólkirálya: 2014 (19 góllal)
- OBOS-ligaen – Az Év Játékosa: 2014
- A dán első osztály gólkirálya: 2017–18 (22 góllal)